# Matti Varjo
Matti Varjo (2 de abril de 1925 – 25 de diciembre de 2006) fue un actor teatral, cinematográfico y televisivo finlandés.

## Biografía
Nacido en Naantali, Finlandia, inició su trayectoria interpretativa en los años 1950 en Turku como actor aficionado, actuando después ya profesionalmente en Jyväskylä. En 1961 se mudó al Työväen Teatteri de Tampere. En el Teatro de verano Pyyniki, en Tampere, fue Hietanen en Tuntematon sotilas. En la década de 1970 trabajó en Helsinki, ciudad en la que trabajó con frecuencia en el Teatro Nacional de Finlandia. Sin embargo, en esos años se mantuvo alejado un tiempo del teatro, hasta que el KOM-teatteri le inspiró para subir de nuevo a los escenarios en 1978. 
Varjo actuó también en ocho largometrajes, entre ellos Kesyttömät veljekset (1969, de Erkko Kivikoski) y Kivenpyörittäjän kylä (1995, de Markku Pölönen), así como en varios cortos y en producciones televisivas. Se le recuerda sobre todo por encarnar al personaje del título en la serie televisiva Kunnon sotamies Svejkin seikkailuja, emitida en 1967-1968. 
Fue galardonado en dos ocasiones con el Premio Jussi: en 1970 por su trabajo en Kesyttömät veljekset, y en 1996 por Kivenpyörittäjän kylä.
Matti Varjo falleció el día de Navidad de 2006 en un hogar de ancianos en Turku, Finlandia. Tenía 81 años de edad. Había estado casado con la actriz Maikki Länsiö.

## Filmografía (selección)

### Actor
- 1967-1968 : Kunnon sotamies Svejkin seikkailuja (serie TV)
- 1969 : Kesyttömät veljekset
- 1971 : Kreivi
- 1974 : Sujut (TV)
- 1979-1980 : Rauhanranta 12 (serie TV)
- 1980 : Espanjankävijät
- 1981 : Kehvelit
- 1982 : Aidankaatajat eli heidän jälkeensä vedenpaisumus
- 1995 : Kivenpyörittäjän kylä

### Director
- 1990 : Islanti - erilainen Pohjoismaa